# Camila Sosa Villada
Camila Sosa Villada (La Falda, Córdoba, 28 de enero de 1982) es una escritora, actriz y dramaturga transgénero argentina. Su primera novela, Las malas (2019), sobre un grupo de travestis que ejercen la prostitución callejera en el Parque Sarmiento, se convirtió en un éxito crítico y de público y la estableció como una de las escritoras más originales de la literatura argentina contemporánea y la literatura LGBT de la Argentina. Además, el texto obtuvo numerosos premios, entre ellos, el Sor Juana Inés de la Cruz, y fue traducido a los idiomas francés, inglés, alemán, croata, italiano, noruego, portugués y sueco, entre otros.

## Biografía

### Primeros años y formación
Camila Sosa Villada nació el 28 de enero de 1982 en la ciudad de La Falda, provincia de Córdoba, Argentina. Durante su infancia, residió en diferentes localidades de la misma provincia, como Cruz del Eje, Los Sauces, Mina Clavero y Córdoba capital. Acerca de su infancia, recordó haber imaginado que «iba a actuar, que haría teatro, cine», y que comenzó a trasvetirse «a los 13 años en un pueblo de 5.000 habitantes».
Durante cuatro años, estudió las carreras de Comunicación Social y Teatro de la Universidad Nacional de Córdoba. En ese tiempo, ejerció el trabajo sexual, fue trabajadora doméstica y vendedora ambulante. En 2009, estrenó la obra teatral Carnes tolendas, retrato escénico de una travesti, donde relató su vida en formato de biodrama y «encontró la síntesis entre la actuación, la poesía de Federico García Lorca, su condición de travesti y los textos de su blog lanoviadesandro». La obra fue dirigida por María Palacios, recibió el asesoramiento de Paco Giménez, y, en 2010, fue seleccionada para la Fiesta Nacional del Teatro de la ciudad de La Plata.

### Roles en teatro, cine y televisión
En 2010, Villada se instaló en Buenos Aires y entabló contacto con el Centro Cultural Ricardo Rojas, donde realizó funciones de Carnes tolendas. En 2011, protagonizó la película Mía, del director Javier Van de Couter.  En junio de ese año, Carnes tolendas fue seleccionada por el Bicentenario para el Encuentro de Estudiantes de Teatro.
En 2012, filmó la miniserie La viuda de Rafael, donde interpretó a Nina, la esposa transexual de un empresario que fallece en un accidente. El 7 de agosto de 2013, obtuvo el documento nacional de identidad (DNI) que acredita su género femenino, con su nombre elegido, Camila Sosa Villada. Al respecto de esta situación, dijo:

Hace 31 años mis viejos tuvieron un hijo [...]. Fui un niño que conoció muchas tristezas de golpe. No alcancé a aprender a mear de parado y ya me había enemistado para siempre con mi papá. [...] Hoy estoy partida en este pasado, con ese hombre que fui y que estoy orgullosa de haber sido [...]. Hoy soy este presente y también soy todo ese pasado, exactamente la mitad y mitad. Lo que me resta de vida, seguramente lo viviré como Camila. Pero de ningún modo habré de borrar de mi registro a ese pibe que se la pasaba solo en los recreos mirando cómo los demás tenían tan servido el banquete.
Camila Sosa Villada

### Primeras publicaciones y consagración conLas malas

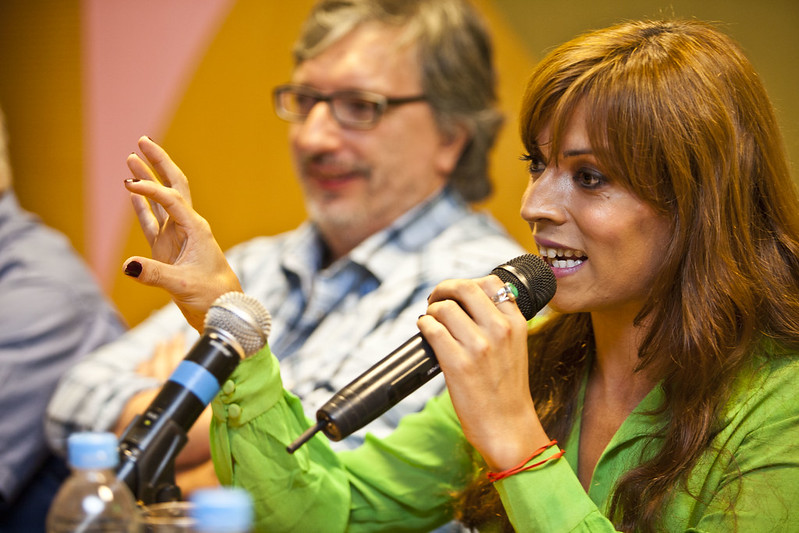
Villada junto al escritor Sergio Olguín en el Festival Internacional de Literatura Filba 2023.

En 2015, Villada publicó su primer libro, el poemario La novia de Sandro. En 2018, publicó El viaje inútil, un ensayo autobiográfico. En 2019, publicó dos novelas, Las malas y Tesis sobre una domesticación. La primera de ellas, ambientado en la ciudad de Córdoba, narra la vida de un grupo de travestis que ejercen la prostitución callejera en el Parque Sarmiento. El texto se convirtió en un éxito crítico y de lectores, obtuvo numerosos premios literarios y fue traducido a los idiomas francés, inglés, alemán, croata, italiano, noruego, portugués y sueco, entre otros.
En 2022, publicó su primer libro de cuentos, Soy una tonta por quererte. En 2023, reeditó Tesis sobre una domesticación, que reescribió. En 2025, publicó el libro La traición de mi lengua, y estrenó la adaptación cinematográfica de su segunda novela, que protagonizó.

## Obra literaria
| Año  | Título                        | Género     | Notas |
| ---- | ----------------------------- | ---------- | ----- |
| 2025 | La traición de mi lengua      | No ficción |       |
| 2022 | Soy una tonta por quererte    | Cuento     |       |
| 2019 | Tesis sobre una domesticación | Novela     |       |
| 2019 | Las malas                     | Novela     |       |
| 2018 | El viaje inútil               | No ficción |       |
| 2015 | La novia de Sandro            | Poesía     |       |

## Actuación

### Cine
- 2005: La vereda de la calle Roma
- 2009: Camila, desde el alma
- 2011: Mía
- 2024: Tesis sobre una domesticación

### Televisión
- 2012: La viuda de Rafael
- 2013: Historia clínica
- 2014: La celebración
- 2017: En viaje
- 2017: La chica que limpia

### Teatro
- 2009: Carnes tolendas, retrato escénico de una travesti
- 2010: El errante, los sueños del centauro
- 2011: Evocaciones dramáticas sobre Tita Merello y Billie Holiday / Llórame un río
- 2014: El bello indiferente
- 2015: Los ríos del olvido
- 2015: Despierta, corazón dormido/Frida
- 2016: Putx madre
- 2017: El cabaret de la Difunta Correa

## Premios y distinciones
- Premio estímulo a la mejor actriz de teatro de la Municipalidad de Córdoba.
- Mención especial como mejor actriz en los premios Teatro del Mundo de la Ciudad de Buenos Aires por el espectáculo Carnes tolendas, retrato escénico de una travesti.
- Reconocimiento a la labor teatral por el Poder Legislativo de la Provincia de Córdoba.
- Distinción de honor de la Secretaría de los Derechos Humanos de la Provincia de Córdoba.
- Premio Jerónimo Luis de Cabrera, máxima distinción para las personalidades de la Ciudad.
- 2020: Premio Sor Juana Inés de la Cruz por Las malas[25]
- 2021: Grand prix de l'héroïne Madame Figaro de Francia[26]
- 2021: Premio Finestres de Narrativa[27]